# Haim (gruppo musicale)
Le Haim sono un gruppo musicale statunitense, formatosi a San Fernando Valley nel 2007.

## Storia

### Primi anni
Le Haim sono tre sorelle originarie di San Fernando Valley, in California. Este Arielle ricopre il ruolo di bassista, Danielle Sari è la chitarra solista e la voce principale, e Alana Mychal è la seconda chitarra e tastierista. Nonostante i loro ruoli all'interno della band, sono tutte e tre polistrumentiste e gli stessi genitori sono musicisti. Le tre sorelle iniziano a suonare fin da ragazze; Danielle ed Este fanno inizialmente parte delle The Valli Girls, ma nel 2006 decidono di formare un gruppo che suonerà per i successivi cinque anni nei locali della California. All'epoca, le sorelle non consideravano ancora la possibilità di intraprendere la carriera musicale a livello professionale.
Danielle, dopo aver collaborato con Julian Casablancas e con il gruppo corale di Cee Lo Green, Scarlet Fever, decide di ricominciare a fare musica con le due sue sorelle: anche la più giovane delle tre, Alana, si unisce al gruppo.
Dopo aver suonato come gruppo spalla ad artisti come Edward Sharpe and the Magnetic Zeros, The Henry Clay People e Kesha, avviene la loro prima pubblicazione. L'EP Forever viene pubblicato nel febbraio 2012 sotto forma di download gratuito su Internet per un breve periodo di tempo. Nel mese di marzo il trio suona per la prima volta al South by Southwest Festival, mentre a giugno firma un contratto con l'etichetta discografica britannica Polydor Records. Supporta sia i Mumford & Sons nelle tappe statunitensi, che i Florence and the Machine in quelle britanniche ed irlandesi. Sempre nel 2012, vince il sondaggio Sound of 2013 indetto dalla BBC.

### 2012-2015:Days Are Gonee il successo
Il singolo Don't Save Me anticipa l'uscita dell'album in studio di debutto, Days Are Gone, pubblicato nel settembre 2013. Il disco ha ricevuto ampi consensi da parte della critica specializzata, tanto da ottenere un punteggio di 79 su 100 sull'aggregatore di recensioni Metacritic. Inoltre esso ha esordito al primo posto della classifica degli album britannica e venduto oltre 300 000 copie nel suddetto Paese, venendo quindi certificato disco di platino dalla British Phonographic Industry.
Nel 2014 le HAIM contribuiscono vocalmente al brano Pray to God, incluso nell'album Motion del disc jockey scozzese Calvin Harris e in seguito estratto come singolo. Esso ha goduto di un buon successo commerciale in territorio australiano, dove è stato capace di spingersi fino alla decima posizione.
Il gruppo ottiene una candidatura nell'ambito dei Grammy Awards 2015 nella categoria migliori artisti esordienti e, nello stesso anno, apre alcuni dei concerti nordamericani del 1989 World Tour di Taylor Swift.

### 2016-2018:Something to Tell You
Nell'estate del 2016 il gruppo interrompe il tour europeo al fine di terminare la realizzazione del secondo album in studio. I primi dettagli sul nuovo progetto vengono forniti dalle stesse HAIM durante un'intervista concessa alla rivista statunitense Entertainment Weekly, nella quale il trio rivela di essersi preso del tempo in più per creare qualcosa di cui essere certe al 100%.
Il 27 aprile 2017 viene annunciata l'uscita del secondo album di inediti, intitolato Something to Tell You, e avvenuta il 7 luglio dello stesso anno. In contemporanea all'annuncio, viene messo in commercio il singolo promozionale Right Now, mentre il disco viene anticipato dai singoli ufficiali Want You Back, accompagnato dal relativo videoclip musicale, e Little of Your Love.

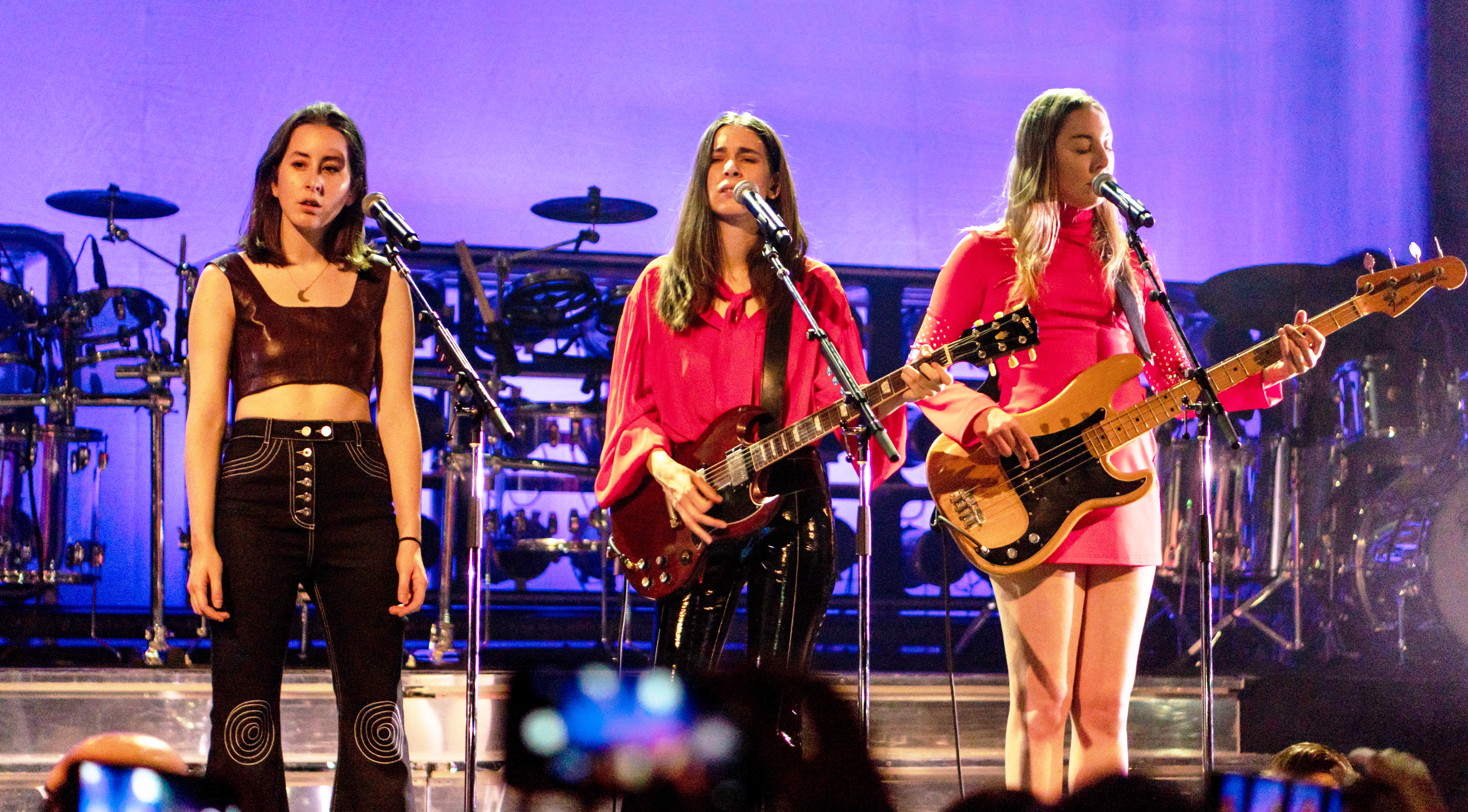
Le Haim in concerto nel 2018

Nel 2018, le Haim intraprendono un nuovo tour, denominato Sister Sister Sister Tour in supporto del secondo album, il tour toccherà anche l'Europa e tra i tanti paesi faranno tappa anche in Italia, il 6 giugno 2018, al Fabrique di Milano.

### 2019-2022:Women In Music Part III
Nell'estate del 2019 esce il singolo Summer Girl, un brano dalle sonorità a metà tra il pop e il jazz. Le sonorità cambiano con i successivi due singoli: con Now I'm It puntano a sonorità più elettroniche, mentre con il successivo Hallelujah, pubblicato in prossimità del Natale, passano a sonorità maggiormente country. I tre brani sono accompagnati da videoclip diretti da Paul Thomas Anderson, che già aveva curato i video promozionali del secondo album.
A inizio 2020 è stato annunciato il titolo del terzo album, Women in Music Pt. III: inizialmente la data di uscita prevista è il 24 aprile, ma viene poi spostata al 26 giugno, a causa della pandemia di COVID-19. Il disco è promosso dai singoli The Steps, I Know Alone e Don't Wanna, accompagnati da videoclip diretti sempre da Anderson (che si occupa anche della copertina dell'album), e da esibizioni dal vivo, realizzate negli appartamenti delle tre cantanti, mostrate in diretta sul web e sulle tv americane. L'album è prodotto da Danielle Haim, Rostam Batmanglij e Ariel Rechtshaid ed è stato pubblicato dalla Columbia Records. Nello stesso anno collaborano con Taylor Swift alla realizzazione del brano No Body, No Crime, contenuto nell'album Evermore ed estratto come secondo singolo dallo stesso nel 2021. Nel 2021 vincono il loro primo BRIT Award come miglior gruppo straniero.

### 2023-presente:I Quit
Il 16 gennaio 2023, in un video pubblicato su TikTok, le Haim annunciarono di essere tornate in studio a lavorare al loro quarto album. La band aprì diversi concerti della tappa statunitense del The Eras Tour di Taylor Swift nel 2023, con cui avrebbero successivamente eseguito il loro brano collaborativo No Body, No Crime durante il set di Swift. Il 21 luglio 2023 la band pubblicò il singolo Home, presente nella colonna sonora del film di Barbie.
Il 5 marzo 2025, le Haim annunciarono l'uscita del loro nuovo singolo Relationships. Il 12 marzo, il brano fu pubblicato insieme al suo video musicale, diretto da Camille Summers-Valli e con la partecipazione dell'attore americano Drew Starkey. Il 4 aprile, la band ha pubblicato il secondo singolo del loro prossimo quarto album in studio, Everybody's Trying to Figure Me Out, scritto in collaborazione con Rostam Batmanglij e Justin Vernon. Il quarto album del gruppo, I Quit, viene fissato per la pubblicazione al 20 giugno 2025.

## Formazione

### Formazione attuale
- Alana Mychal Haim – voce, chitarra, tastiere, batteria
- Danielle Sari Haim – voce, chitarra, percussioni
- Este Arielle Haim – voce, basso, percussioni

Turnisti
- Dash Hutton – batteria (2012-2016)
- Jody Giachello – batteria (2017-Presente)
- Tommy King – tastiera (2017-Presente)

## Discografia
- 2013 – Days Are Gone
- 2017 – Something to Tell You
- 2020 – Women in Music Pt. III
- 2025 – I Quit

## Tournée
- 2013/14 – Days Are Gone Tour
- 2018 – Sister Sister Sister Tour
- 2022 – One More Haim Tour
- 2025 – I Quit Tour